# 解良富太郎
解良 富太郎（けら とみたろう、1901年（明治34年）1月30日 - 1937年（昭和12年）2月20日）は、日本の歌人、法学者。商法、特に海商法を専攻したが、病弱で大学教員としての道は諦め、病床で短歌を詠んだ。アララギ派に属した。

## 経歴
（この節の出典）
1901年（明治34年）1月30日、新潟県三島郡寺泊町片町で父・彌一郎、母・モトの四男として生まれる。家は雑貨商を営んだ。
1915年（大正4年）、寺泊尋常高等小学校の高等科第二学年を卒業し、家業を助ける傍ら独学で中学講義録を学んだ。1917年（大正6年）には与板町登記所雇員となるも、脚気のため1か月も経たずに退職した。1918年（大正7年）、勉学の希望を捨てられず、次兄・英次郎の勤務先である大阪の孔官堂主人の増田という人物が富太郎を呼び寄せ、大阪に転居した。孔官堂に勤めながら苦学の末、翌1919年（大正8年）4月に桃山中学校第三学年への編入試験に合格した。以降、増田から学資の支援を受ける。
1921年（大正10年）、桃山中学校第四学年を卒業し、旧制松江高校文科乙に入学した。1924年（大正13年）、同高校を卒業し、東京帝国大学法学部独法科に入学するも、肋膜炎を患い一時帰郷した。この時初めて作歌しアララギに入会した。1926年（大正15年）11月、高等試験司法科に合格した。
1927年（昭和2年）東京帝国大学を卒業し、法学部助手に採用され、松波仁一郎の下で海商法を専攻した。この年の夏には松波に随って上海に旅行したが病が再発し、休養を余儀なくされる。病状は好転せず、助手の任期が終わりに近づいた1929年（昭和4年）には勉学がままならない状態に陥り、3月に九段坂病院に入院し、4月に助手退職願を提出した。1930年（昭和5年）には療養しながらも海法会誌15号に「ソヴィエート聯邦海商法に於ける船舶利用者の責任制限」を発表した。1931年（昭和6年）、東京帝大教授兼九州帝大教授・三潴信三の推薦により九州帝国大学法文学部に講師としての着任が内定するものの、体格検査の結果赴任を中止した。この年、法学協会雑誌49巻6、7号に「船舶に依る救助と船主乗組員間に於ける救助料の分配」を発表した。
1932年（昭和7年）、療養のため新潟に帰郷した。以後、寺泊に新居を構え、新潟医科大学附属病院へ入退院しながら、歌人・土屋文明の指導を受け作歌に没頭する。一時短歌同人「水甕」に所属したり、自身で同人を結成したりしたが、1936年（昭和11年）にはアララギに復帰した。1935年（昭和10年）、法学協会雑誌53巻6、9号に「海上航行者及び海上運送人」を発表し、これが法学者として最後の仕事となった。
1936年末から病状が悪化し、母の日夜の看護を受けるものの好転せず、1937年（昭和12年）2月20日、36歳で死去した。
没後、歌作の師に当たる土屋文明の手によって『解良富太郎歌集』が編まれた。

## 著作
- 土屋文明編『解良富太郎歌集』（1938年）